# Philosepedon tesca
Philosepedon tesca är en tvåvingeart som först beskrevs av Quate 1955.  Philosepedon tesca ingår i släktet Philosepedon och familjen fjärilsmyggor.
Artens utbredningsområde är Kalifornien. Inga underarter finns listade i Catalogue of Life.